# Paul Renouard
Charles Paul Renouard (5. listopadu 1845 Cour-Cheverny (Loir-et-Cher) – 2. ledna 1924 Paříž) byl francouzský malíř, litograf, rytec a ilustrátor.

## Život
Narodil se v departementu Loir-et-Cher (region Centre-Val de Loire). Jeho učitelem byl Isidore Pils. Renouard se podílel na dekoracích v pařížské opeře Garnier. Postupně se vypracoval na jednoho z předních ilustrátorů a pracoval i pro četná periodika, například L'Illustration, Paris Illustré a Le Graphique.
Za první světové války vytvořil cyklus skečí zesměšňujících německou válečnou mašinérii. Pod vlivem díla „Paleontologie a válka“ francouzského paleontologa Marcellina Bouleho vytvořil sérii ilustrací s názvem Les prémiers déprédateurs („prvotní vandalové“), kde přirovnává německé vojáky k monstrózním kostrám vyhynulých dinosaurů.
Paul Renouard byl důstojníkem Řádu čestné legie.

## Externí odkazy

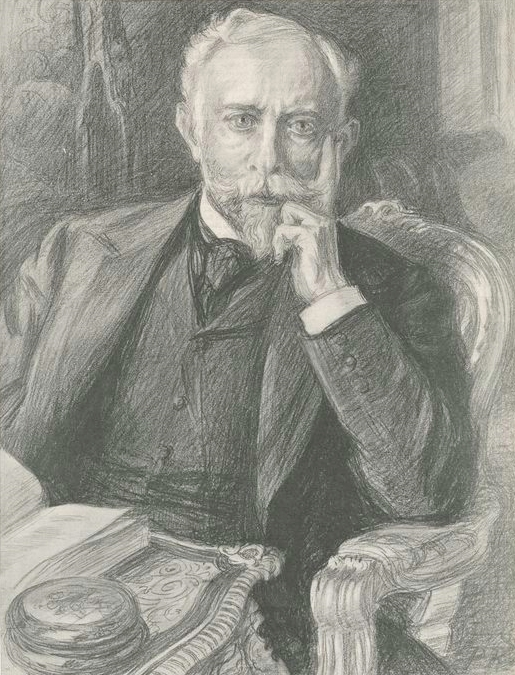
Diplomat Paul Cambon, kresba Paula Renouarda